# Иосиф (епископ Асти)
Иосиф (лат. Ioseph; умер в 887) — епископ Асти (881 — между 887 и 892).

## Биография
О происхождении Иосифа сведений не сохранилось. Первоначально он был посвящён архиепископом Милана Анспертом в сан епископа Верчелли, став здесь преемником епископа Консперта. Однако находившийся в ссоре с миланским архиепископом папа римский Иоанн VIII воспротивился такому назначению, 15 октября 879 года лишил Иосифа епископского сана и в следующем году отдал эту епархию Лиутварду. Только после смерти в 880 году астийского епископа Ильдуина Иосиф был посвящён в главы местной епархии. Особой буллой от 15 февраля 881 года папа римский дал на это своё согласие.
В 883 году город Асти пострадал от сильного пожара. В том числе, сгорели многие церковные постройки, включая и епископский архив со всеми находившимися в нём документами. По ходатайству Иосифа император Карл III Толстый 11 января 884 года специальной хартией не только передал во владение епископа находившееся в Асти монаршее имущество, но и восстановил все права и привилегии его епархии. Также капитулу при кафедральном соборе Асти были даны новые привилегии для поддержания культа святого Секунда, мощи которого находились в этом храме.
Иосиф упоминается в ещё двух современных ему документах: хартиях от апреля 886 года и ноября 887 года. Дата его смерти неизвестна. Преемником Иосифа был Ставраций, первое упоминание о котором как епископе относится к 892 году.